# Фінські кале
Фінські кале (ром. Kàlo; швед. Kalé; фін. Kaale, також фін. Suomen romanit — «фінські роми», або фін. Mustalainen — буквально «циган», що часто вважається образливим) — група ромів, яка проживає переважно у Фінляндії та Швеції. Їхніми основними мовами є фінська, шведська та фінська ромська. Кало/Кале — це збірна назва мандрівників у Фінляндії, Англії та Іспанії.

## Історія

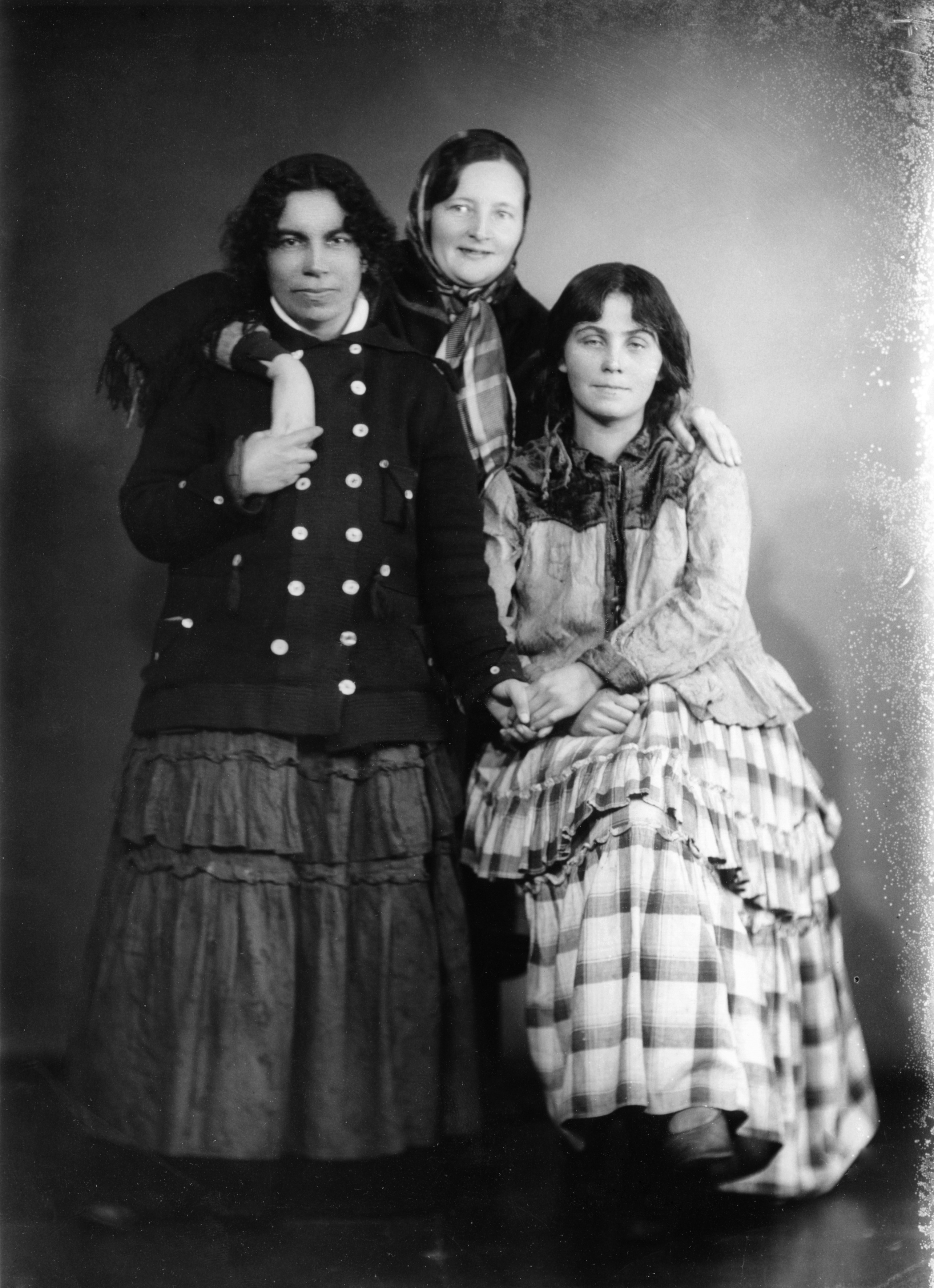
Три фінські ромки в 1930-х роках

Первісно фінськими кале були норвезькі та шведські мандрівники (скандороманська: Romanisæl), які прибули до Фінляндії через Швецію після депортації зі Швеції в 17 столітті. Предками фінських, шведських і норвезьких циган є англійські та шотландські роми, які були депортовані з королівств Шотландії та Англії. У 1637 році всі ромські групи були оголошені поза законом, їх можна було повісити без суду; ця практика припинилася лише в 1748 році. Коли Фінляндія проголосила незалежність у 1917 році, всі кале отримали громадянство з усіма правами. Під час Радянсько-фінської війни 1939—1940 та Радянсько-фінської війни 1941—1944 років близько тисячі кале служили у фінській армії.

## Культура

### Одяг
Традиційне фінське плаття кале походить від традиційного одягу етнічних фінських жінок. До початку 20-го століття жінки кале та Фін одягалися однаково в блузи, довгі спідниці та поясні фартухи. З часом і зі зростанням багатства жіноче плаття кале стали прикрашати. Сукня зазвичай має важку чорну оксамитову спідницю з відносно високою талією, підкріплену підкладкою, і блузку з дутими елементами, часто з помітними воланами та мереживом, виготовлену з декоративної тканини, наприклад, з блискітками або металевим блиском.

## Музика

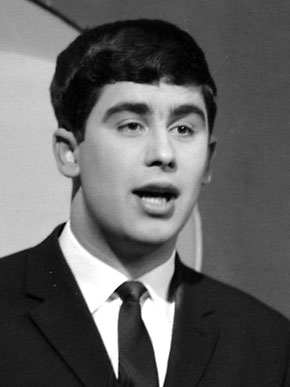
Тайсто Таммі в 1960 році

Музика є центральною частиною фінської культури Кале, повсякденних розваг і домашнього життя. Кале особливо відомі своїм внеском у фінське танго та шлагерну музику. Чоловіки кале були важливою частиною шлягерної сцени з початку популярності жанру у Фінляндії після Другої світової війни. Спочатку співаки кале стикалися з прямою дискримінацією, і, наприклад, їм забороняли виступати в певних закладах або через принципи, або через непристойну поведінку аудиторії. Тайсто Таммі та Маркус Аллан були двома найважливішими ранніми виконавцями кале; обидва виступали під художніми псевдоніми, щоб зменшити увагу до свого етнічного походження.

## Проблеми кале у Фінляндії

### Соціально-економічний статус
Кале традиційно були ремісниками, але в наш час ця професія втратила своє значення, що призвело до значного зростання безробіття в групі. У документі, опублікованому Міністерством праці, зазначено, що «згідно з матеріалами реєстру клієнтів управління праці, 70 % ромів, які шукають роботу, мали початкову або неповну середню освіту». Згідно з тим же документом: «Освіта є обов'язковою у Фінляндії, і цей обов'язок однаково стосується ромів, як і інших громадян, але відмова від базової освіти все ще поширена серед молодих ромів, тоді як серед основного населення це дуже рідко».

### Насильство і злочинність
У 2007 році поліцейський і боксер ромського походження Ріку Лумберг написав відкритого листа своєму народу, вимагаючи покласти край «варварській традиції кровної помсти» в громаді. Ромська художниця Кіба Лумберг так сказала про культуру, в якій вона виросла: «У Фінляндії не можна обговорювати кровну ворожнечу та насильство, яке існує в ромській культурі. Ми не можемо прийняти, що деякі групи ховаються за культурою, щоб виправдати наступ права людини та свободу слова», і «проблема в тому, що коли циган наважується публічно говорити про те, що відбувається в його власній громаді, йому загрожують смертю, якщо біла людина відкриває рот, його звинувачують у расизмі».
Міністерство юстиції Фінляндії зазначає, що у 2005 році особи ромського походження (які складають менше 0,2 % від загального населення Фінляндії) скоїли 18 % розкритих вуличних пограбувань у Фінляндії. Для порівняння, дещо більше населення Сомалі (14 769 проти приблизно 10 000) було відповідальним за 12 %, тоді як етнічні фіни відповідальні за майже 51 % злочинів. Згідно зі звітом Департаменту виконання покарань Фінляндії за 2003 рік, у тюрмах Фінляндії було приблизно 120—140 ромів. У доповіді обговорювалися шляхи боротьби з інституційним расизмом і дискримінацією в пенітенціарній системі, а також шляхи покращення реабілітації ромських ув'язнених, наприклад, через освітні програми та кращу співпрацю з ромською громадою в цілому.

### Фінська мова ромів у Швеції
З 1950-х років фінські роми переїхали до Швеції. Головною причиною є кращі можливості працевлаштування та менша дискримінація. У Швеції проживає близько 4500 фінських ромів, це єдина ромська група у Швеції, яка носить свій традиційний одяг. У Швеції фінським ромам легше отримати роботу та квартиру завдяки більш шведським звучанням прізвищ, а також давній традиції мультикультуралізму в Швеції.

## Видатні люди походження Кале

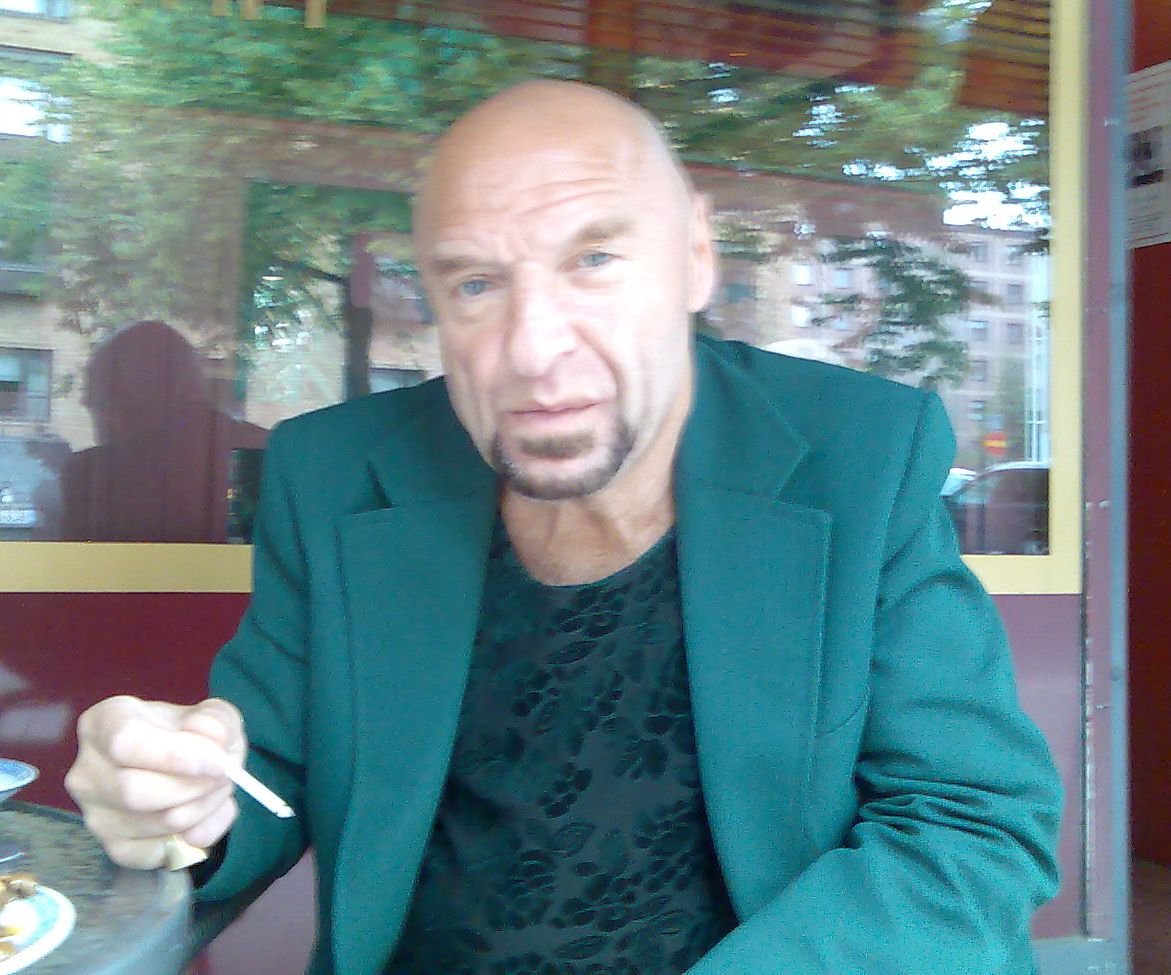
Рему Аалтонен

- Рему Аалтонен, барабанщик і співак[16]
- Вейо Балтцар, автор і режисер
- Жасмин, співачка
- Кіба Ламберг, письменниця, художниця та критик насильства в ромській культурі
- Амадей Лундберг, співак
- Міранда Вуоласранта, активістка та педагог